# واين خان
واين خان (بالإنجليزية: Wayne Khan)‏ هو لاعب اتحاد الرغبي جنوب أفريقي، ولد في 21 يناير 1991 في كيب تاون في جنوب أفريقيا.